# Cestraeus plicatilis
Cestraeus plicatilis és una espècie de peix de la família dels mugílids i de l'ordre dels mugiliformes.

## Morfologia
- Els mascles poden assolir 32,5 cm de longitud total.[1][2]

## Reproducció
És ovípar i els ous pelàgics.

## Hàbitat
És un peix de clima tropical i demersal.

## Distribució geogràfica
Es troba a les Cèlebes, Nova Caledònia, les Noves Hèbrides i Fiji.

## Observacions
És inofensiu per als humans.